# Wapen van Hengelo (Overijssel)

Het wapen van de gemeente Hengelo

Het wapen van Hengelo is het gemeentelijke wapen van de Overijsselse gemeente Hengelo. Kort nadat het gemeentehuis van Hengelo in 1868 gereedkwam, werd in de gemeenteraad besloten tot het voeren van een gemeentewapen. Het ontwerp van de gemeente-architect werd op 1 april 1870 op Koninklijk Besluit toegekend.

## Blazoen
De beschrijving luidde als volgt:
Van lazuur waarover een golvende bande van zilver, het schild ter linkerzijde beladen met eene korenschoof waarin een zeis en een dorschvlegel,alles van goud, ter regterzijde met eene bijenkorf en eene bijenzwerm van goud.
N.B.:
- De heraldische kleuren zijn zilver (wit), azuur (blauw) en goud (geel). Links en rechts worden vanuit de drager gezien.

De verdeling stelt de beek voor die door de gemeente stroomt en de attributen waren de symbolen voor de belangrijkste middelen van bestaan in de gemeente. De korenschoof en de zeis symboliseren het agrarisch verleden, de bijen en de korf symboliseren specifiek de nijverheid van de bevolking en het industriële werkzame karakter van Hengelo die tijdens de wapenaanvraag in 1869 al in opkomst was. De bijen in andere wapens van Borne en Hoogeveen symboliseren daarentegen de agrarische oorsprong in de vorm van bijenteelt. De golvende schuinbalk komt ook terug in de gemeentelijke vlag.

## Vergelijkbare wapens
De volgende wapens hebben net als dat van Hengelo een bijenkorf op het schild staan:

Het wapen van de Sint-Lambertusbasiliek
Het wapen van de naburige gemeente Borne.
Het wapen van de gemeente Hoogeveen.